# Laosz pártjai
Laoszban jelenleg egypártrendszer van. Az egyetlen, politikai hatalommal rendelkező párt a Laoszi Népi Forradalmi Párt a kommunista hatalomátvétel, 1975 óta.

## Régebbi pártok
Az alábbi lista Laosz régebbi, az 1949 és 1979 között létező pártjait sorolja fel.
| A párt neve                | Alapításának éve |
| -------------------------- | ---------------- |
| Béke és Semlegesség Pártja | 1955             |
| Demokratikus Párt          | 1951             |
| Függetlenség Párt          | 1950             |
| Haladó Párt                | 1950             |
| Laoszi Emberek Gyülekezete | 1958             |
| Laoszi Emberek Pártja      | 1955             |
| Semleges Párt              | 1949             |